# Pierwszy rząd Ivicy Račana
Pierwszy rząd Ivicy Račana – siódmy rząd Republiki Chorwacji od rozpoczęcia w 1990 procesu demokratyzacji.
Gabinet powstał 27 stycznia 2000 po wyborach parlamentarnych do Zgromadzenia Chorwackiego IV kadencji. Był pierwszym rządem, w którym nie znaleźli się przedstawiciele dominującej przez całą dekadę lat 90. przedstawiciele Chorwackiej Wspólnoty Demokratycznej. W rządzie znaleźli się przedstawiciele pięciu ugrupowań: Socjaldemokratycznej Partii Chorwacji (SDP), Chorwackiej Partii Socjalliberalnej (HSLS), Chorwackiej Partii Chłopskiej (HSS), Chorwackiej Partii Ludowej (HNS) i Istryjskiego Zgromadzenia Demokratycznego (IDS-DDI). Koalicję wspierała także Partia Liberalna (LS). Koalicję opuściła najpierw IDS-DDI, a później także HSLS (głównie z uwagi na sprzeciw wobec podpisania porozumienia ze Słowenią o współpracy przy elektrowni jądrowej w Kršku). Rząd podał się do dymisji i zakończył urzędowanie 30 lipca 2002, po czym Ivica Račan stanął na czele kolejnego gabinetu.

## Skład rządu
| Funkcja                                                              | Minister                   | Partia | Okres urzędowania | Okres urzędowania    |
| Funkcja                                                              | Minister                   | Partia | od                | do                   |
| -------------------------------------------------------------------- | -------------------------- | ------ | ----------------- | -------------------- |
| premier                                                              | Ivica Račan                | SDP    | 27 stycznia 2000  | 30 lipca 2002        |
| wicepremier                                                          | Goran Granić               | HSLS   | 27 stycznia 2000  | 21 marca 2002        |
| wicepremier                                                          | Dražen Budiša              | HSLS   | 21 marca 2002     | 30 lipca 2002        |
| wicepremier                                                          | Željka Antunović           | SDP    | 27 stycznia 2000  | 30 lipca 2002        |
| wicepremier                                                          | Slavko Linić               | SDP    | 27 stycznia 2000  | 30 lipca 2002        |
| minister zdrowia                                                     | Ana Stavljenić-Rukavina    | bezp.  | 27 stycznia 2000  | 23 października 2001 |
| minister zdrowia                                                     | Andro Vlahušić             | HNS    | 22 listopada 2001 | 30 lipca 2002        |
| minister pracy i opieki społecznej                                   | Davorko Vidović            | SDP    | 27 stycznia 2000  | 30 lipca 2002        |
| minister finansów                                                    | Mato Crkvenac              | SDP    | 27 stycznia 2000  | 30 lipca 2002        |
| minister kultury                                                     | Antun Vujić                | SDP    | 27 stycznia 2000  | 30 lipca 2002        |
| minister rolnictwa i leśnictwa                                       | Božidar Pankretić          | HSS    | 27 stycznia 2000  | 30 lipca 2002        |
| minister spraw weteranów                                             | Ivica Pančić               | SDP    | 27 stycznia 2000  | 30 lipca 2002        |
| minister spraw zagranicznych                                         | Tonino Picula              | SDP    | 27 stycznia 2000  | 30 lipca 2002        |
| minister integracji europejskiej                                     | Ivan Jakovčić              | IDS    | 27 stycznia 2000  | 21 czerwca 2001      |
| minister integracji europejskiej                                     | Neven Mimica               | SDP    | 28 września 2001  | 30 lipca 2002        |
| minister morza, transportu i łączności                               | Alojz Tušek                | HSLS   | 27 stycznia 2000  | 21 marca 2002        |
| minister morza, transportu i łączności                               | Mario Kovač                | HSLS   | 21 marca 2002     | 30 lipca 2002        |
| minister turystyki                                                   | Pave Župan-Rusković        | SDP    | 27 stycznia 2000  | 30 lipca 2002        |
| minister obrony                                                      | Jozo Radoš                 | HSLS   | 27 stycznia 2000  | 30 lipca 2002        |
| minister sprawiedliwości, administracji publicznej i władz lokalnych | Stjepan Ivanišević         | SDP    | 27 stycznia 2000  | 27 września 2001     |
| minister sprawiedliwości, administracji publicznej i władz lokalnych | Ingrid Antičević-Marinović | SDP    | 28 września 2001  | 30 lipca 2002        |
| minister ochrony środowiska                                          | Božo Kovačević             | HSLS   | 27 stycznia 2000  | 30 lipca 2002        |
| minister robót publicznych, budownictwa i odbudowy                   | Radimir Čačić              | HNS    | 27 stycznia 2000  | 30 lipca 2002        |
| minister nauki i technologii                                         | Hrvoje Kraljević           | HSLS   | 27 stycznia 2000  | 30 lipca 2002        |
| minister edukacji i sportu                                           | Vladimir Strugar           | HSS    | 27 stycznia 2000  | 30 lipca 2002        |
| minister spraw wewnętrznych                                          | Šime Lučin                 | SDP    | 27 stycznia 2000  | 30 lipca 2002        |
| minister gospodarki                                                  | Goranko Fižulić            | HSLS   | 27 stycznia 2000  | 21 marca 2002        |
| minister gospodarki                                                  | Hrvoje Vojković            | HSLS   | 21 marca 2002     | 30 lipca 2002        |
| minister ds. rzemiosła, małej i średniej przedsiębiorczości          | Željko Pecek               | HSS    | 27 stycznia 2000  | 30 lipca 2002        |